# 기후변화 완화
기후 변화 완화(climate change mitigation)는 미래의 기후 변화도를 감소시키는 것을 말하는 것으로 기후 변화를 일으키는 대기 중의 온실가스를 제한하기 위한 조치이다. 탈탄소화(decarbonisation)라고 표현하기도 한다. 기후 변화에 관한 정부간 협의체(IPCC)는 온난화 완화를 온실 가스 배출량(GIG)를 줄이는 운동 또는 온실가스 흡수원(carbon sink)을 늘림으로서 배출한 온실가스를 흡수하는 운동으로 정의했다.
온실가스 배출은 주로 사람들이 석탄, 석유, 천연가스 등 화석 연료를 연소함으로써 발생한다. 화석 연료 사용을 단계적으로 폐지하려면 에너지를 보존하고 화석 연료를 풍력, 수력, 태양광, 원자력과 같은 청정 에너지원으로 대체하면 된다. 2차 완화 전략으로는 토지 이용 변화와 대기 중 이산화탄소(CO2) 제거가 있다. 정부는 온실가스 배출을 줄이겠다고 약속했지만 현재까지의 조치는 위험한 수준의 기후 변화를 피하기에는 충분하지 않다.
태양 에너지와 풍력 발전은 다른 옵션에 비해 가장 낮은 비용으로 화석 연료를 대체할 수 있는 가장 큰 잠재력을 가지고 있다. 햇빛과 바람의 가용성은 가변적이며 장거리 전기 전송을 사용하여 다양한 전원을 모으기 위한 전력망 업그레이드가 필요할 수 있다. 에너지 저장 장치는 전력 출력을 고르게 하는 데에도 사용될 수 있으며, 발전량이 적을 때 전력 사용을 제한하는 수요 관리 방법을 사용할 수 있다. 깨끗하게 생산된 전기는 운송 수단에 전력을 공급하고, 건물을 난방하고, 산업 공정을 운영하는 등의 역할을 수행하여 화석 연료를 대체할 수 있다. 항공기를 이용한 여행이나 시멘트 생산과 같은 특정 공정은 탈탄소화하기 더 어렵다. 탄소 포집 및 저장(CCS)은 이러한 상황에서 순 배출량을 줄이는 옵션이 될 수 있지만 CCS 기술을 갖춘 화석 연료 발전소는 아직 경제성이 입증되지 않았다.
인간의 농업, 삼림 벌채와 같은 다양한 방법의 토지 사용은 기후 변화의 약 1/4을 유발한다. 토지 이용은 식물이 얼마나 많은 CO2를 흡수하는지, 그리고 얼마나 많은 유기물이 부패하거나 연소하여 CO2를 방출하는지에 영향을 미친다. 이러한 토지 사용은 빠른 탄소 순환의 일부인 반면, 화석 연료는 느린 탄소 순환의 일부로 지하에 묻힌 CO2를 방출한다. 메탄은 유기물과 가축이 부패하고 화석 연료를 추출할 때 발생하는 단기 온실가스이다. 토지 이용은 강수량 패턴과 지구 표면의 반사율에도 영향을 미칠 수 있다. 음식물 쓰레기를 줄이고, 보다 식물성 식단(저탄소 식단이라고도 함)으로 전환하고, 농업 과정을 개선함으로써 농업에서 발생하는 배출량을 줄일 수 있다.
다양한 정책들이 기후변화 완화를 촉진할 수 있다. CO2 배출량에 세금을 부과하거나 총 배출량 및 거래 배출권을 제한하는 탄소 가격 책정 시스템이 설정되었다. 화석연료 보조금은 청정 에너지 보조금을 위해 폐지될 수 있으며, 에너지 효율 대책이나 전력원 전환에 대한 인센티브로 제공될 수 있다. 또 다른 문제는 새로운 청정 에너지원을 건설하고 전력망을 개조할 때 환경적 반대를 극복하는 것이다. 현재의 정책들로는 2100년까지 여전히 약 2.7°C의 지구 온난화를 초래할 것이기 때문에 아직  충분하지 않다. 이 수치는 지구 온난화를 2°C 미만, 바람직하게는 1.5°C로 제한하려는 2015년 파리 협정의 목표보다 훨씬 높다.
많은 개발도상국과 선진국에서 깨끗하고, 덜 오염시키고, 기술적으로 이용하는 것을 목표로 하고 있다. 이러한 보조 기술을 이용하여 상당한 양의 배출된 이산화탄소를 감소시킬 수 있다. 배출량 감소 목표 정책, 신재생 에너지의 사용 증가와 에너지 효율(Efficient energy use)을 높이는 것도 포함한다.
낮은 범위 내에서 지구 온난화를 제한하기 위해 기후변화에 관한 정부간 협의체(IPCC)가 발표한 "정책 결정자들을 위한 요약 보고서"에서 전체 보고서에 설명한 큰 여러 가지 시나리오 중 하나를 설명하며 온실 기체 배출 제한 정책을 채택할 필요가 있다고 말했다. 이 각 연도가 지나면서 배출량의 증가를 막는 것은 점점 어려워질 것이고, 원하는 온실 기체 농도를 맞추기 위해 몇 년 후에는 더욱 과감한 정책을 해야 한다고 말했다. 2010년 에너지 관련 이산화탄소 배출량은 역사적으로 기록된 배출량 중 가장 높았다.
심지어, 가장 낙관적인 시나리오에서도 앞으로 수년 동안 화석 연료를 이용하는 것 때문에 천연 가스 또는 석탄 발전소에서 발생된 이산화탄소를 지하에 이산화탄소 포집 및 저장(carbon capture and storage)해야 한다고 발표했다.

## 정의와 범위
기후변화 완화는 생태계를 유지하여 인류 문명을 유지하는 것을 목표로 한다. 이를 달성하기 위해서는 온실가스 배출을 대폭 줄여야 한다.(p. 1–64) 기후변화에 관한 정부간 협의체(IPCC)는 (기후변화의) 완화를 "배출을 줄이거나 온실가스 흡수원을 강화하기 위한 인간의 개입"으로 정의한다.:2239
다양한 완화 조치를 병행하는 것이 가능하다. 이는 지구 온난화를 1.5 또는 2°C로 제한할 수 있는 유일한 방법이 없기 때문이다.:109 다음 네 가지 유형의 방법이 있다
1. 지속 가능한 에너지와 지속 가능한 운송
2. 효율적인 에너지 사용을 포함한 에너지 절약
3. 지속가능한 농업과 녹색산업 정책
4. 탄소 제거를 포함한 탄소 흡수원 및 이산화탄소 제거(CDR) 강화
기후변화에 관한 정부간 협의체(IPCC)는 이산화탄소 제거를 "대기에서 이산화탄소(CO2)를 제거하고 이를 지질학적, 육상, 해양 저수지 또는 제품에 지속적으로 저장하는 인위적 활동"으로 정의했다. 여기에는 생물학적 또는 지구화학적 CO2 흡수원의 기존 및 잠재적인 인위적 향상 뿐만 아니라 직접적인 대기 중의 이산화탄소 포집 및 저장(DACCS)은 포함되지만 인간 활동으로 인해 직접적으로 발생하지 않는 자연적인 CO2 흡수는 제외된다."

### 태양 복사 저장(SRM)과의 관계
태양 복사 조정(SRM)은 표면 온도를 낮출 수 있지만 온실가스인 근본 원인을 해결하기보다는 일시적으로 기후 변화를 막는 것이다.:14–56  SRM은 지구가 흡수하는 태양 복사의 양을 변경하여 작동한다.:14–56 예를 들어 표면에 도달하는 햇빛의 양을 줄이고, 구름의 광학적 두께와 수명을 줄이고, 복사를 반사하는 표면의 능력을 변경하는 등이 있다. 기후변화에 관한 정부간 협의체(IPCC)는 SRM을 기후 완화 옵션이 아닌 기후 위험 감소 전략 또는 보충 옵션으로 설명한다.
이 분야의 용어는 계속 발전하고 있다. 전문가들은 기술이 글로벌 규모로 사용되는 경우 과학 문헌에서 CDR 또는 SRM 모두에 대해 지구공학 또는 기후공학이라는 용어를 사용하기도 한다.:6–11 기후변화에 관한 정부간 협의체(IPCC) 보고서에서는 더 이상 지구공학 또는 기후공학이라는 용어를 사용하지 않는다.

## 배출 동향 및 공약
2020년 가스유형별 온실가스 배출량

토지용도 변경 없이 100년간의 지구 온난화 지수(이산화탄소와 비교해 다른 온실가스가 가둘 수 있는 상대적인 열의 양을 나타내는 지수)를 통한 비교
총계: 49.8 GtCO2e:5
연료유형별 CO2 배출량
인간 활동으로 인한 온실가스 배출은 온실효과를 악화시키고 기후 변화를 일으키게 된다. 대부분의 온실가스는 석탄, 석유, 천연가스 등 화석 연료를 태울 때 발생하는 이산화탄소이다. 인간에 의한 배출로 인해 대기 중 이산화탄소는 산업화 이전 수준에 비해 약 50% 증가했다. 2010년대 배출량은 연간 평균 560억 톤(Gt)으로 사상 최대치를 기록했다. 2016년에는 전기, 열, 운송 에너지가 온실가스 배출량의 73.2%를 차지했다. 직접적인 산업 공정은 5.2%, 폐기물은 3.2%, 농업, 임업 및 토지 이용은 18.4%를 차지했다.
전기 생산과 운송수단이 주요 배출원이다. 가장 큰 단일 배출원은 온실가스 배출량의 20%를 차지하는 석탄 화력 발전소이다. 삼림 벌채와 기타 토지 이용 변화도 이산화탄소와 메탄을 배출한다. 인위적인 메탄 배출의 가장 큰 원인은 농업, 화석 연료 산업의 가스 배출 및 비산 배출이다. 농업용 메탄의 가장 큰 배출원은 가축이다. 농업 토양은 부분적으로는 비료로 인해 아산화질소를 배출한다. 냉매에서 나오는 불화 가스 문제에 대한 정치적인 해결책이 있는데 이는 많은 국가들이 키갈리 수정안을 비준했기 때문이다.
이산화탄소(CO2)는 주요 배출 온실가스이다. 메탄 배출은 단기적으로는 거의 동일한 영향을 끼친다. 아산화질소(N2O)와 불소화 가스(F-가스)는 영향을 덜 끼친다. 가축과 거름은 전체 온실가스 배출량의 5.8%를 차지한다. 그러나 이는 해당 가스의 지구 온난화 가능성을 계산하는 데 사용되는 기간에 따라 달라진다.
온실가스(GHG) 배출량은 CO2 환산량으로 측정된다. 과학자들은 지구 온난화 지수(GWP)로부터 CO2 환산량을 결정한다. 이는 대기 중에서의 수명에 따라 달라진다. 메탄, 아산화질소 및 기타 온실가스의 양을 이산화탄소 환산량로 변환하는 온실가스 계산 방법이 널리 사용되고 있다. 이러한 가스를 흡수하는 해양 및 육지 흡수원의 능력에 추정치가 크게 달라진다. 단기 기후 오염 물질(SLCP)은 며칠에서 15년까지 대기 중에 지속된다. 이산화탄소는 수천 년 동안 대기 중에 남아 있을 수 있다. 단기 기후 오염물질으로는 메탄, 수소불화탄소(HFC), 대류권 오존 및 흑탄소가 있다.
온실가스(GHG) 배출량은 CO2 환산량으로 측정된다. 과학자들은 지구 온난화 지수(GWP)로부터 CO2 환산량을 결정한다. 이는 대기에서의 수명에 따라 달라진다. 메탄, 아산화질소 및 기타 온실가스의 양을 이산화탄소 환산량로 변환하는 온실가스 계산 방법이 널리 사용된다. 이러한 가스를 흡수하는 해양 및 육지 흡수원의 능력에 추정치가 크게 달라진다. 단기 기후 오염 물질(SLCP)은 며칠에서 15년까지 대기 중에 지속된다. 이산화탄소는 수천 년 동안 대기 중에 남아 있을 수 있다. 단기 기후 오염물질으로는 메탄, 수소불화탄소(HFC), 대류권 오존 및 흑탄소가 있다.
과학자들은 점점 더 위성을 사용하여 온실가스 배출과 삼림 벌채를 찾아 측정하고 있다. 이전에 과학자들은 온실가스 배출량 추정치와 정부가 자체 보고한 데이터에 크게 의존하거나 계산했다.

### 필요한 배출량 감축

21년 11월 기준 정책 및 공약을 기반으로 한 전 세계 온실가스 배출 시나리오.

UNEP의 연례 "배출 격차 보고서"는 2022년 배출량을 거의 절반으로 줄여야 한다고 명시했다. "지구 온난화를 1.5°C로 제한하기 위해서는 전 세계 연간 온실가스 배출량을 단 8년 안에 현재 시행 중인 정책에 따른 배출량 예측과 비교하여 45% 줄여야 한다. 또한, 남아있는 잔여 대기 탄소 예산이 고갈되지 않기 위해서 2030년 이후에도 계속해서 급격히 감소해야 한다.":xvi 보고서는 세계가 점진적인 변화가 아닌 광범위한 경제 전반의 변화에 초점을 맞춰야 한다고 언급했다.:xvi
2022년 기후변화에 관한 정부간 협의체(IPCC)는 기후변화에 관한 6차 평가 보고서를 발표했다. 지구 온난화를 1.5°C(2.7°F)로 제한하려면 온실가스 배출량이 늦어도 2025년 이전에 최고조에 달하고 2030년까지 43% 감소해야 한다고 경고했다.그리고 유엔 사무총장 안토니오 구테흐스(António Guterres)는 "주요 배출국은 올해부터 배출량을 대폭 줄여야 한다."라고 주장했다.

### 공약
기후 행동 추적 단체는 2021년 11월 9일 상황을 다음과 같이 설명했다. 현재 정책을 적용하면 지구 온도는 금세기 말까지 2.7°C, 국가적으로 채택된 정책을 적용하면 2.9°C 상승할 것이다. 국가가 2030년에 대한 약속만 이행하면 기온은 2.4°C 상승할 것이다. 장기 목표도 달성하면 기온은 2.1°C 상승할 것이다. 발표된 모든 목표를 완전히 달성하면 지구 온도 상승이 2100년까지 최고 1.9°C를 찍고 1.8°C로 감소한다는 것이다. 전문가들은 지구 기후 행동 포털인 Nazca에서 기후 서약에 대한 정보를 수집한다. 과학계는 그 이행 여부를 확인하고 있다.

## 같이 보기
- 기후 변화 부정